# Oliva oliva
Oliva oliva is een slakkensoort uit de familie Olividae. De wetenschappelijke naam is gepubliceerd in 1758 door Linnaeus in de tiende editie van Systema naturae.